# Amsterdamsche Football Club Ajax 2002-2003
Questa voce raccoglie le informazioni riguardanti l'Amsterdamsche Football Club Ajax nelle competizioni ufficiali della stagione 2002-2003.

## Stagione
Questa stagione inizia senza il portiere Fred Grim, che si è ritirato, mentre da registrare il ritorno in biancorosso di Jari Litmanen, deludente nelle brevi avventure a Barcellona e Liverpool.
L'Ajax inizia subito bene con la vittoria sul PSV che vale la conquista della Johan Cruijff Schaal, ed in seguito partecipa alla Champions League. Viene inizialmente inserito nel gruppo D insieme a Inter, Olympique Lione e Rosenborg; da qui avanza alla fase successiva con il secondo posto a otto punti, frutto di due vittorie, due pareggi e due sconfitte. In questa edizione è prevista un'altra fase a gironi, e gli olandesi si trovano ora insieme a Valencia, Arsenal e Roma. Nuovo secondo posto, sempre con otto punti (una vittoria con gli italiani, cinque pareggi) e avanzamento ai quarti; qui ci sono però i futuri campioni del Milan, che pareggiano 0-0 ad Amsterdam e vincono 3-2 il ritorno a Milano.
Sul fronte interno buona prova dei Lancieri sia nella KNVB beker, dove vengono eliminati nella semifinale dal Feyenoord, che in Eredivisie, dove finiscono secondi alle spalle del PSV; nella scorsa stagione la squadra aveva vinto però entrambe queste competizioni.

## Organigramma societario
Fonte
Area direttiva
- Presidente: Michael van Praag.

Area tecnica
- Allenatore: Ronald Koeman.

## Rosa

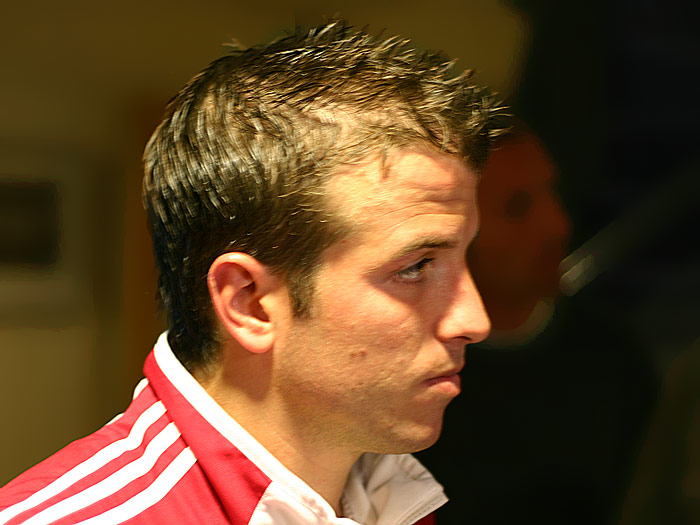
Rafael van der Vaart, miglior marcatore stagionale.

| N. |                        | Ruolo | Calciatore         |
| -- | ---------------------- | ----- | ------------------ |
| 1  | Romania (bandiera)     | P     | Bogdan Lobonț      |
| 2  | Tunisia (bandiera)     | D     | Hatem Trabelsi     |
| 3  | Norvegia (bandiera)    | D     | André Bergdølmo    |
| 4  | Rep. Ceca (bandiera)   | C     | Tomáš Galásek      |
| 5  | Romania (bandiera)     | D     | Cristian Chivu     |
| 6  | Paesi Bassi (bandiera) | C     | Aron Winter        |
| 7  | Paesi Bassi (bandiera) | C     | Andy van der Meyde |
| 8  | Paesi Bassi (bandiera) | C     | Richard Witschge   |
| 9  | Svezia (bandiera)      | A     | Zlatan Ibrahimović |
| 10 | Sudafrica (bandiera)   | C     | Steven Pienaar     |
| 11 | Egitto (bandiera)      | A     | Mido               |
| 12 | Paesi Bassi (bandiera) | D     | John Heitinga      |
| 13 | Brasile (bandiera)     | D     | Maxwell            |
| 14 | Paesi Bassi (bandiera) | C     | Jan van Halst      |
| 15 | Paesi Bassi (bandiera) | C     | Wesley Sneijder    |
| 16 | Finlandia (bandiera)   | D     | Petri Pasanen      |
| 17 | Brasile (bandiera)     | C     | Wamberto           |

| N. |                        | Ruolo | Calciatore            |
| -- | ---------------------- | ----- | --------------------- |
| 18 | Stati Uniti (bandiera) | C     | John O'Brien          |
| 19 | Grecia (bandiera)      | A     | Nikos Machlas         |
| 20 | Finlandia (bandiera)   | C     | Jari Litmanen         |
| 21 | Croazia (bandiera)     | P     | Joey Didulica         |
| 22 | Ghana (bandiera)       | C     | Abubakari Yakubu      |
| 23 | Paesi Bassi (bandiera) | C     | Rafael van der Vaart  |
| 24 | Belgio (bandiera)      | D     | Jelle Van Damme       |
| 25 | Paesi Bassi (bandiera) | C     | David Mendes da Silva |
| 26 | Paesi Bassi (bandiera) | C     | Nigel de Jong         |
| 27 | Paesi Bassi (bandiera) | A     | Victor Sikora         |
| 28 | Marocco (bandiera)     | A     | Nourdin Boukhari      |
| 29 | Marocco (bandiera)     | C     | Jamal Akachar         |
| 30 | Paesi Bassi (bandiera) | C     | Stefano Seedorf       |
| 31 | Paesi Bassi (bandiera) | P     | Maarten Stekelenburg  |
| 32 | Paesi Bassi (bandiera) | P     | Henk Timmer           |
| 33 | Paesi Bassi (bandiera) | P     | Robert Zwinkels       |
| 36 | Paesi Bassi (bandiera) | C     | Kiran Bechan          |

## Statistiche

### Statistiche di squadra
| Competizione          | Punti | Totale | Totale | Totale | Totale | Totale | Totale |
| Competizione          | Punti | G      | V      | N      | P      | Gf     | Gs     |
| --------------------- | ----- | ------ | ------ | ------ | ------ | ------ | ------ |
| Eredivisie            | 83    | 34     | 26     | 5      | 3      | 96     | 32     |
| KNVB beker            | -     | 3      | 2      | 0      | 1      | 5      | 2      |
| Johan Cruijff Schaal  | -     | 1      | 1      | 0      | 0      | 3      | 1      |
| UEFA Champions League | 8+8   | 14     | 3      | 8      | 3      | 14     | 13     |
| Totale                |       | 52     | 32     | 13     | 7      | 118    | 48     |